# ヤヌシュ・コルチャック

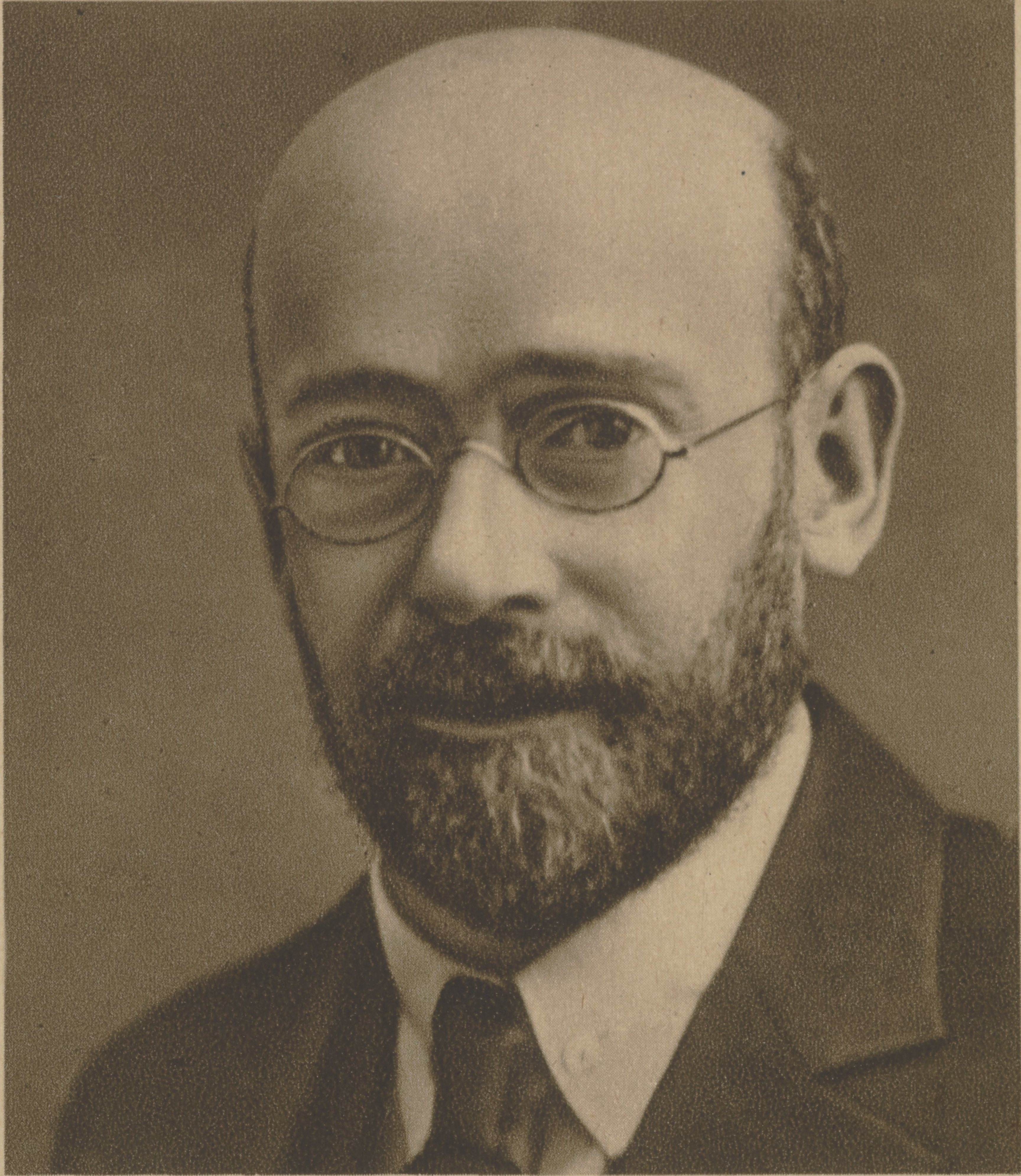
ヤヌシュ・コルチャック

ヤヌシュ・コルチャック（Janusz Korczak, 1878年もしくは1879年7月22日 - 1942年8月）は、ポーランドの小児科医、児童文学作家、教育者、ホロコースト犠牲者である。
本名はヘンリク・ゴルトシュミット。ユダヤ系ポーランド人。1911年からユダヤ人孤児のための孤児院「ドム・シェロト」の院長となる。著作と実践の両面から児童教育に力を注ぎ、子供の権利という概念の先駆者となった。「コルチャク」とも表記される。日本では「コルチャック先生」という呼称で言及されることが多い。
児童文学作家としての代表作に『マチウシ一世』がある。

## 生涯
ロシア領下のワルシャワで弁護士を営む裕福な同化ユダヤ系一家に生まれる。1891年からワルシャワのギムナジウムに通い、ラテン語、ドイツ語、フランス語、ギリシア語を学んだ。1896年に父親が亡くなると、若きヘンリクは家庭教師として一家の生計を支えた。
1898年にワルシャワ大学医学部に進学し、1904年に学位取得後、ワルシャワの小児科病院で医師の職を得た（1911年まで）。日露戦争では野戦病院の医師として従軍し、帰還後に国外（1907 -1908年ベルリンで1年、パリで半年）で研修を受けている。
医学部時代に執筆活動を開始。1898年にある文芸誌上の戯曲のコンテストに応募するが、そのときユゼフ・イグナツィ・クラシェフスキの小説『ヤナシュ・コルチャクと美しい官吏の娘』（1874年刊行。裕福なメチニクの娘に恋をした若きシュラフタを描いた物語）から借用してJanasz Korczakをペンネームとした。その後Januszと改めた。
こうして医者を本業としながらも文筆業でもキャリアを積みあげてゆき、収入の多くを親のない子供たちの医療費や支援金に充てた。たとえば義捐金によって都市の労働者階層の子供たちのために農村でのサマースクールを運営し、コルチャックはその指導員として携わっている。
1910年にユダヤ人孤児のための孤児院「ドム・シェロト」（ポーランド語で「孤児たちの家」の意）が「孤児のための支援」Pomoc dla Sierotという団体によって建設され、その翌年にコルチャックは院長の座に就いた。そこでは14歳までのユダヤ人孤児が受け入れられ、壁新聞、子ども集会、仲間裁判など教育実践の面でも注目すべき試みが行われた。 

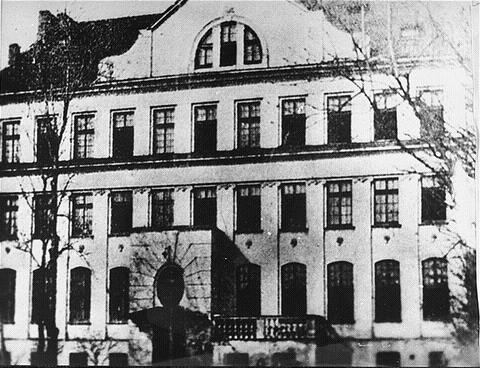
クロフマルナ通りの孤児院ドム・シェロ（1935年頃）。

### 子供の権利

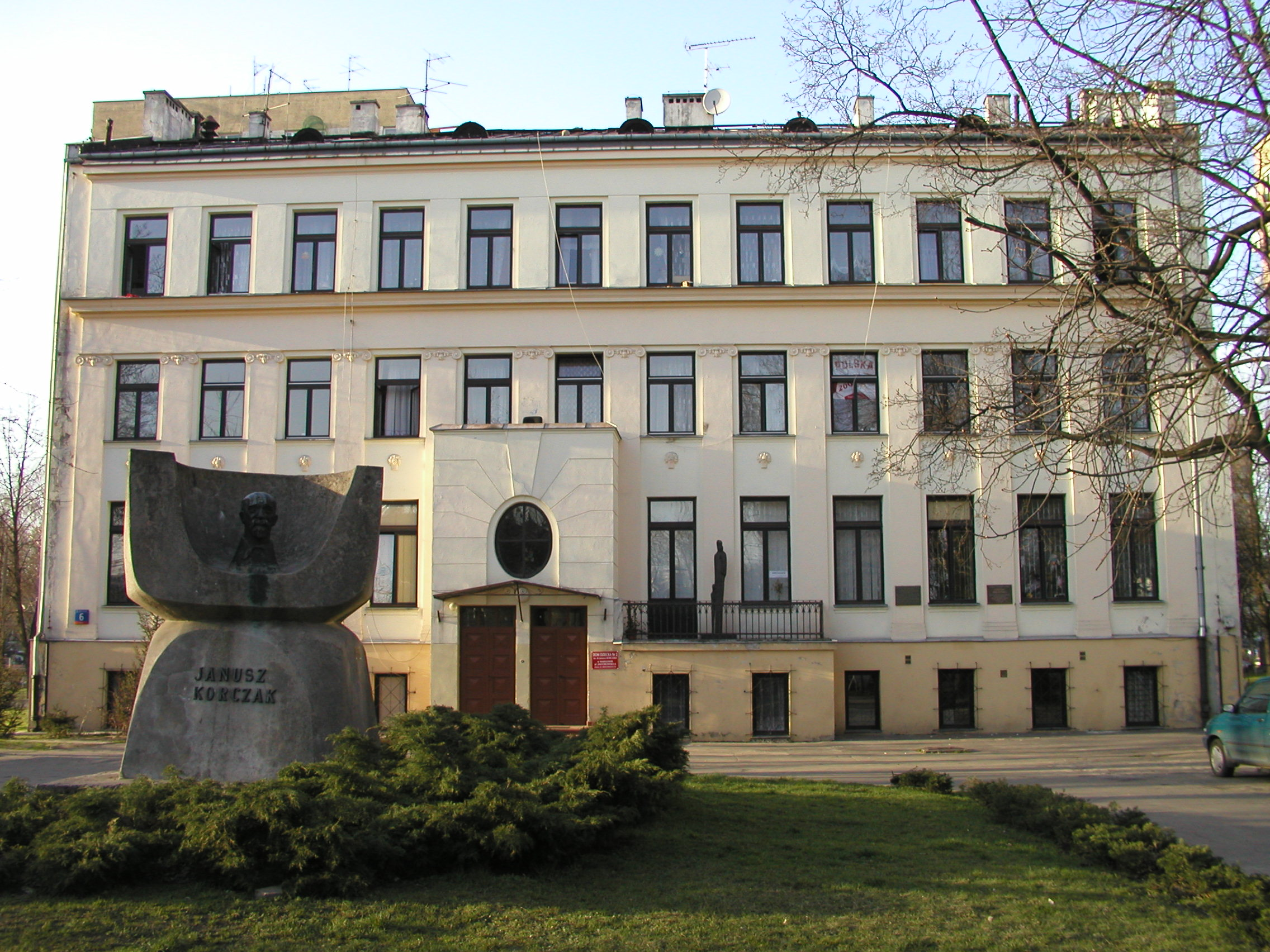
現在のドム・シェロ。建物正面に記念碑。二階右手にコルチャック研究所がある。

第一次世界大戦期、コルチャックはロシア軍の従軍医として召集され、その間、ドム・シェロトの運営は同僚のステファニア・ヴィルチンスカが引き継いだ。駐屯地のキエフでいくつかの孤児院に医師としてかかわり、そこでポーランドの子供のための寄宿学校を運営していたマリア・ファルスカ（後の仕事上のパートナー）と出会う。
第一次世界大戦後に新生国家ポーランドの首都となったワルシャワで、帰還後のコルチャックは教育学的な著作『人はいかに子供を愛するのか』（1919年）を刊行するなど教育者としての活動にも力を注ぎ始めた。
コルチャックが子どもの権利の三つの大きな柱として掲げたのが「死についての子供の権利」、「今日という日についての子供の権利」、「あるがままである権利」である。子供も大人も各々の人格が尊重されなくてはならないという見解は今日なお重要性である。
ドム・シェロトでの仕事と平行して、コルチャックは1919年にマリア・ファルスカらと共同で孤児院ナシュ・ドム （ポーランド語で「われらの家」の意）を設立した。当初はプルシュクフに置かれ、1928年以降ワルシャワ郊外のビェラヌイに移された。ここには寄宿学校も置かれ、二年間（1932/1933年度と1933/1934年度）の短い期間ではあるが教育機関としての機能も果たした。また、コルチャックは地下組織による非合法の大学でも教鞭を執っている。

1926年からは地域裁判所で教育問題に関する専門家として顧問を務め、1926年から1930年までは、子供新聞『小評論』の編集長も引き受けた。児童書や教育論に関する著作も数多く著している。1935年から36年にはポーランドのラジオ放送で子供たちとのおしゃべりを楽しむ「老博士」（Stary Doktor）として登場した。

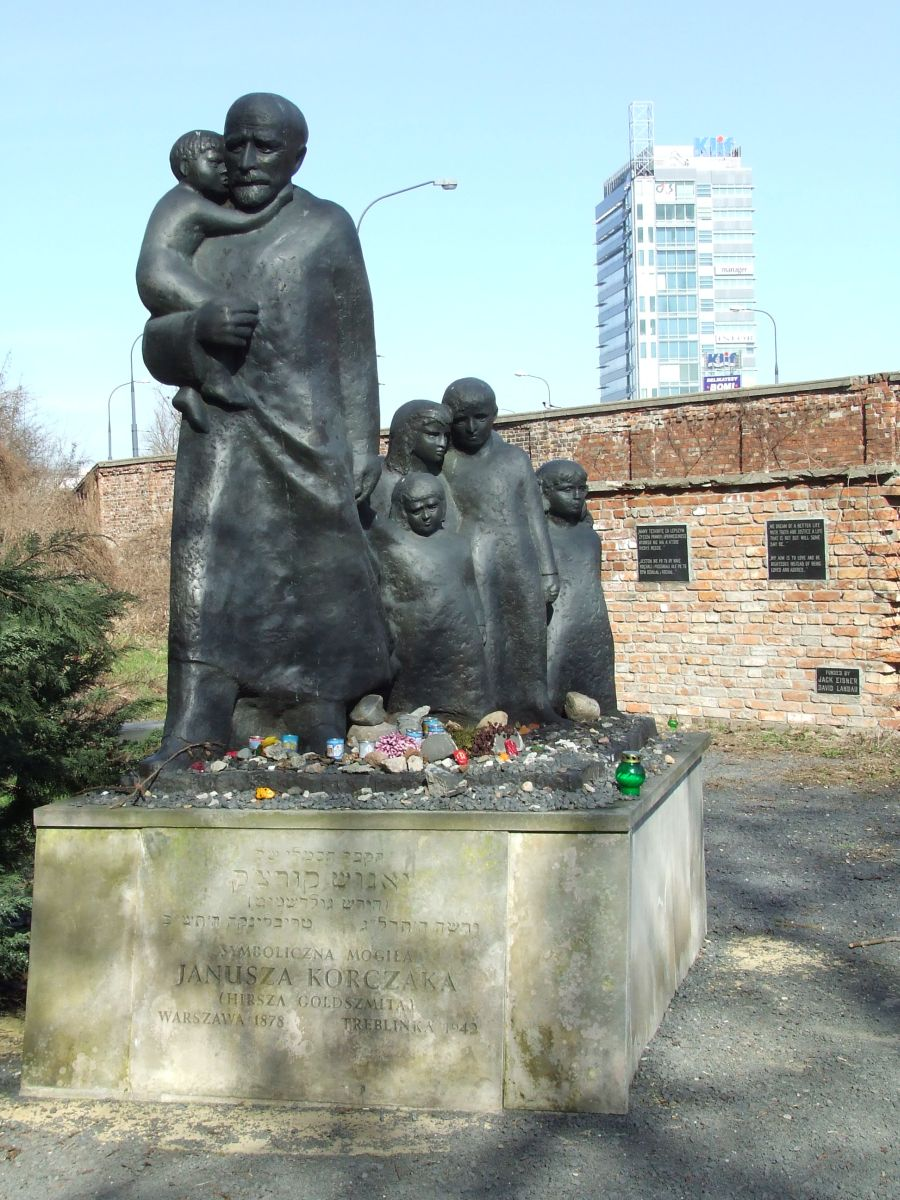
ワルシャワのユダヤ人墓地にある記念碑。

### ホロコースト
1939年ドイツのポーランド侵攻によりヨーロッパで第二次世界大戦が勃発し、ユダヤ人に対する迫害が過激化していった。時代はホロコーストという過去に例を見ない大規模な民族虐殺に向かうことになる。1940年10月、ドム・シェロトの教師と子供たちはゲットーへの移住を余儀なくされた。
ゲットーの劣悪な環境の中でもコルチャックは最後まで執筆への意欲を失わなかった。この時期に書かれた『日記』には、ゲットーでのつらい日々が、人生の思い出や白昼夢と幻想的に交ざりあいながら記述されており、彼の仕事の集大成ともいえるものである。これはドム・シェロトでコルチャックの助手として働いていたイゴール・ネーヴェルリが密かに保管し、1958年に刊行された。

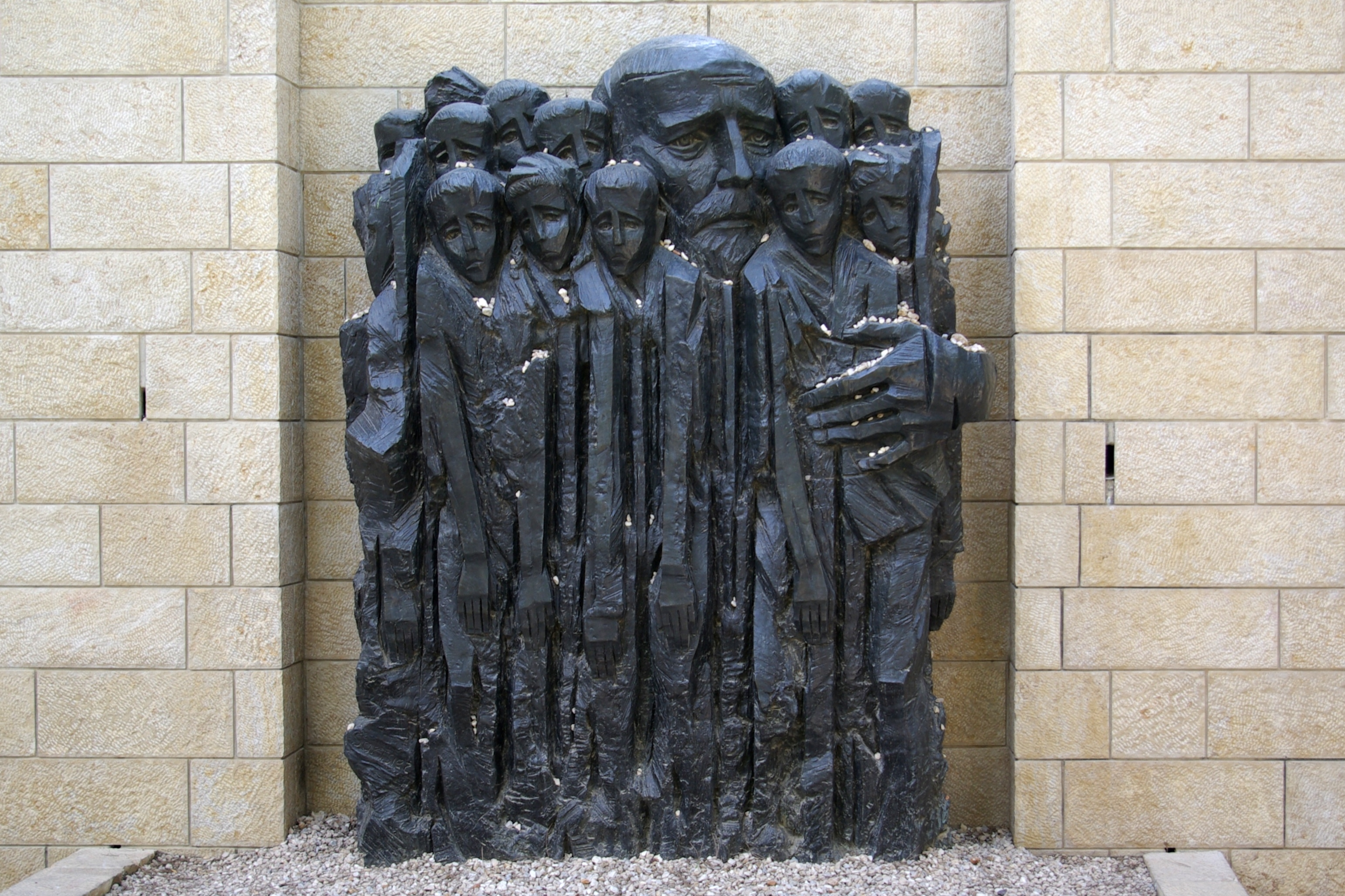
イスラエルにある記念碑（1978年、Boris Saktsier）

### 最期
1942年7月から9月にかけてワルシャワゲットーの一掃が行われ、8月6日に孤児院の子供たちは全員、コルチャックと共に殺害された。このとき、およそ200人の子供たちは集荷場までの道のりを、歌を歌い、ドム・シェロトの旗を掲げて行進したという。その際のコルチャックの服装は「長いブーツを履いて、その中にズボンをたくし込み、アルパカのコートにマチュフカ帽と呼ばれる青い帽子を被っていた」ことが、行列を目撃していた同じユダヤ人少女のメアリ・バーグの日記に記録されている。行列はゲシュア通りから墓地に入り、そこで子供たちは全員銃殺され、コルチャックはその銃殺を最後まで見届けることを強要された後、最後に自身も銃殺されたという（この日記の墓での最期、銃殺の伝聞は疑問視されている）。トレブリンカには「ヤヌシュ・コルチャックと子供たち」と刻まれた記念碑がある。

## 没後
- エルヴィン・シルヴァヌスによる戯曲『コルチャックと子供たち』（1957年初演）は、第二次大戦後のドイツで最も多く上演された舞台劇の一つに数えられている。
- 1979年からポーランド政府はヤヌシュ・コルチャック賞を設けている。
- 1989年11月20日に「児童の権利条約」が国連総会で採択されるが、これはコルチャックによる「子供の権利」のアイディアに基づきポーランド政府が提案したものである。
- 1990年、ポーランドの映画監督アンジェイ・ワイダ監督が『コルチャック先生』を製作した。
- 日本では1995年に劇団ひまわりが井上文勝・脚本による『コルチャック先生』が上演された。コルチャック先生を加藤剛が演じた。2006年9月にも俳優座の9月公演として『コルチャック先生』がやはり加藤剛主演で上演された。
- 2002年12月にドイツ、フランス、ポーランド、ハンガリー合作によるTVアニメシリーズ『小さな王様マチウス』が放映され、2007年9月に劇場版アニメが公開された。
- 2006年2-3月、スコットランドのダンディー・レップシアターが、ジェイムス・ブラウニング脚本、デビット・グレイブ監督による『コルチャック先生の選択』を日本公演。

## 受賞
- ポーランド復興勲章 1947年（没後授与）
- ドイツ書籍協会平和賞 1972年（没後授与）

## 著作

### 児童文学
- Dzieci ulicy (1901) (街頭の子供たち)
- Koszałki Opałki (1905)
- Dziecko salonu (1906) (サロンの子供)
- Mośki, Joski i Srule (1910) (モシキ、ヨシキ、スルーレ)
- Józki, Jaśki i Franki (1911) (ユジキ、ヤシキ、フランキ)
- Sława (1913)
- Bobo (1914)
- Król Maciuś Pierwszy (1923）(マチウシ一世)
- Król Maciuś na wyspie bezludnej (1923) (孤島のマチウシ)
- Bankructwo małego Dżeka (1924)(小さなジャックの破産)
- Kiedy znów będę mały (1925）(もう一度子供になれたら)
- Senat szaleńców, humoreska ponura (1931)　※戯曲
- Kajtuś czarodziej (1935)(魔法使いのカイトゥシ)

### 教育的エッセイ、他
- Jak kochać dziecko（1919）(どのように子供を愛するべきか)
- Prawo dziecka do szacunku （1929）(子供の尊重)
- Prawidła życia. Pedagogika dla młodzieży i dorosłych（1930）
- Pedagogika żartobliwa: moje wakacje : gadaninki radiowe starego doktora （1939）
- Pamiętnik (1958)（コルチャク ゲットー日記）

### 日本語訳
- 『子供のための美しい国』中村妙子訳　晶文社　1988年
- 『コルチャック先生のお話　マチウスⅠ世』近藤康子訳　女子パウロ会　1992
- 『もう一度子供になれたら』近藤康子訳　図書出版社　1993年
- 『マチウシ一世王』大井数雄訳　影書房　2000年
- 『コルチャク ゲットー日記』田中壮泰・菅原祥・佐々木ボグナ監訳 みすず書房 2023年